# Horská dráha Semmering

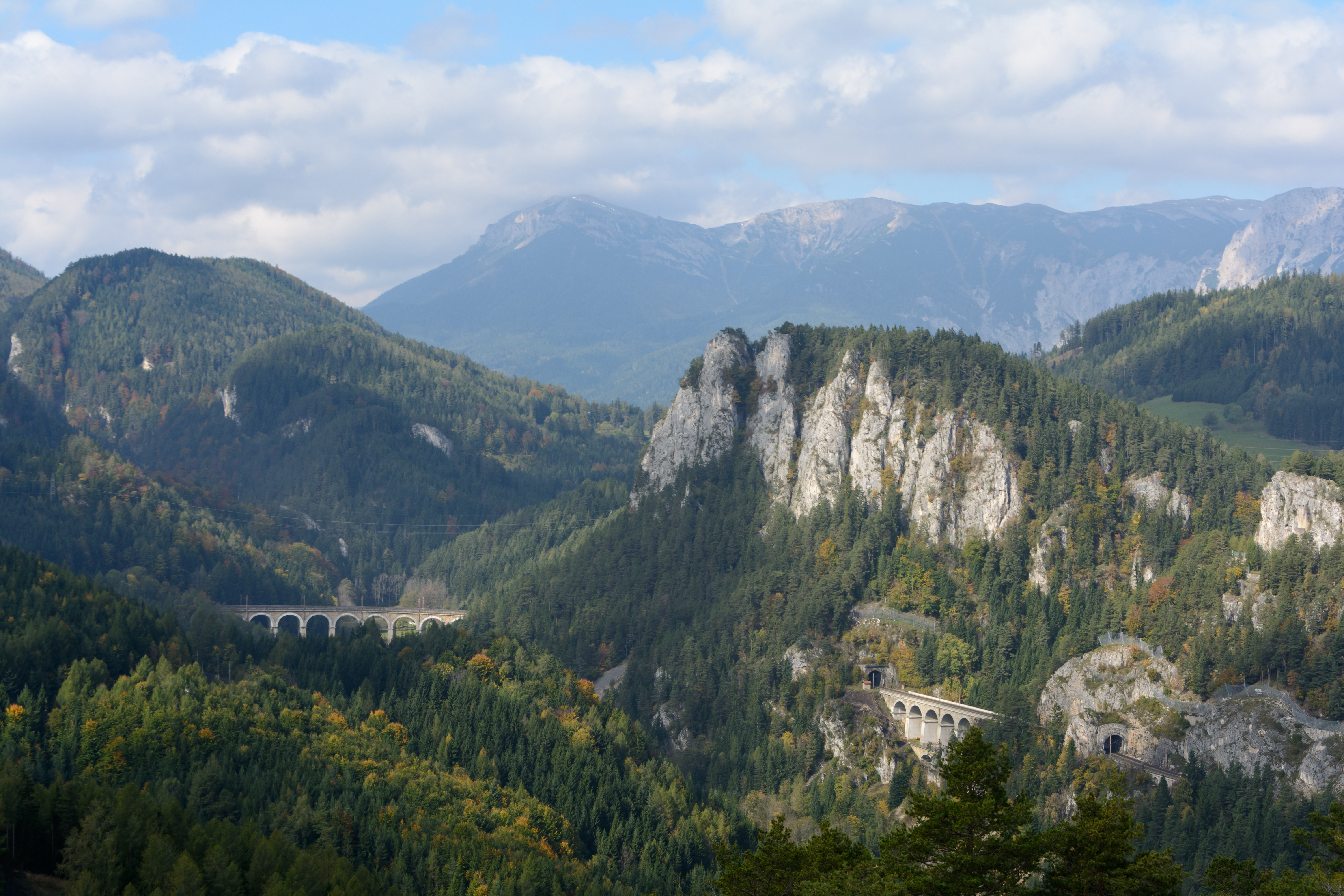
Semmeringbahn s okolními horami

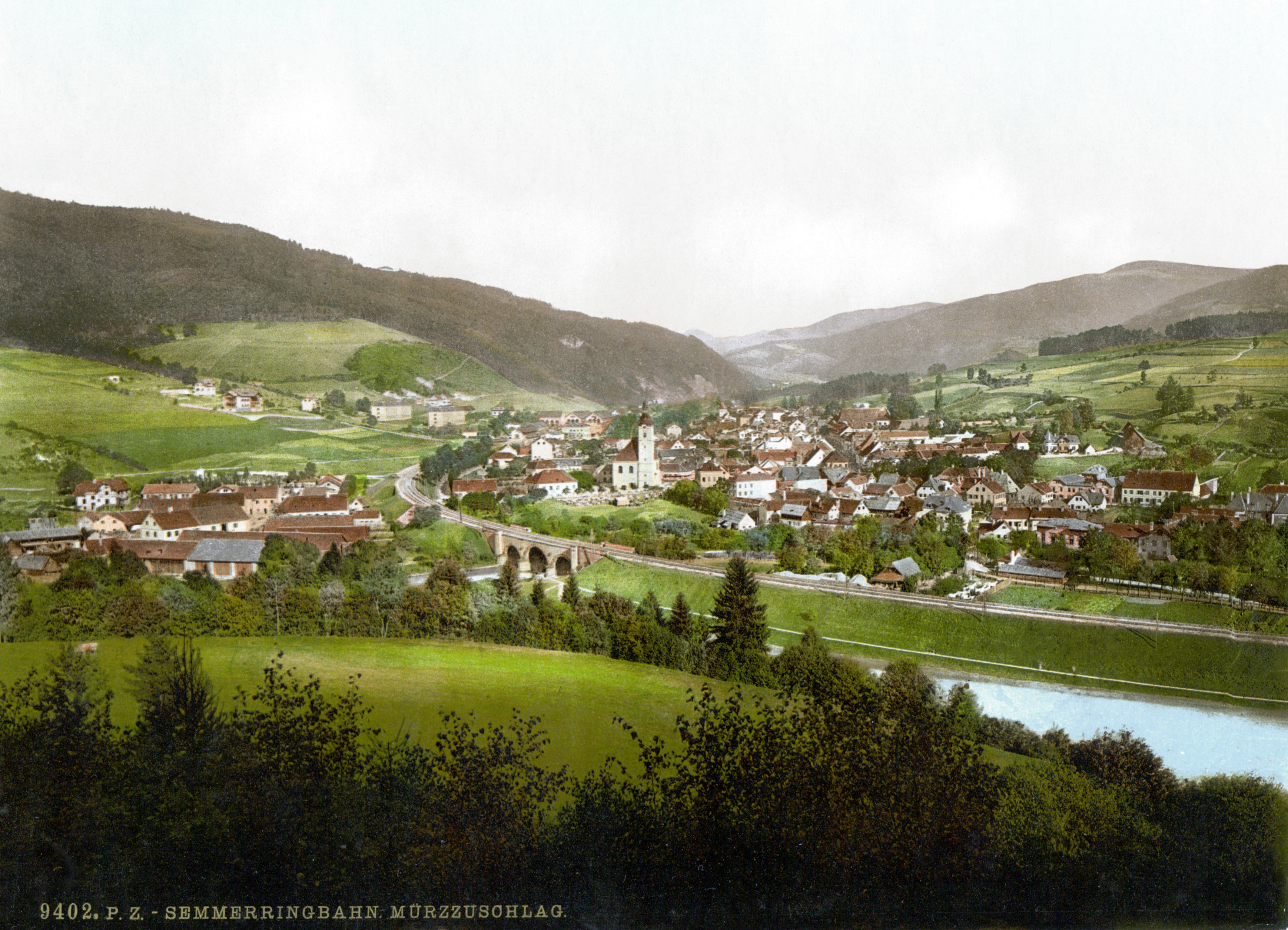
Trať Semmering u Mürzzuschlagu (okolo roku 1900)

Horská dráha Semmering (německy Semmeringbahn) je 41,7 kilometrů dlouhá rakouská železniční trať, která vede z Gloggnitz přes Semmering do města Mürzzuschlag. Semmeringbahn byla první evropskou horskou železnicí s normálním rozchodem. Je považována za první skutečnou horskou železnici na světě. V současnosti je plně funkční součástí rakouské Jižní dráhy a je také jednou z nejvíce vytížených horských tratí v zemi.

## Historie
Projektováním trati přes průsmyk Semmering byl v roce 1841 pověřen Carl von Ghega. O rok později odjel do Velké Británie a USA. Na základě získaných zkušeností navrhl tři různé varianty, které předložil tehdejšímu generálnímu řediteli státních drah, kterým byl Hermenegild von Francesconi.
Na základě plánů a pod dohledem Carla von Ghegy se na stavbě Semmeringbahn podílelo mezi lety 1848 a 1854 téměř 20 000 dělníků, z toho třetina žen. Tunely byly raženy pouze ručně, s výjimkou černého prachu nebylo použito žádných výbušnin.
Při stavbě při nejrůznějších nehodách zahynulo 89 lidí, další stovky zemřely na následky různých nemocí, například cholery.
23. října 1853 projela úsekem Mürzzuschlag–Payerbach první lokomotiva. Slavnostního otevření trati 16. května 1854 se osobně zúčastnil i císař František Josef I. s chotí Alžbětou. První nákladní vlak projel po trati 18. května 1854 a první vlak s cestujícími 17. července.

## Trať
Na trati je 14 tunelů, 16 viaduktů (i dvoupatrové), vlaky přejíždí i 118 menších kamenných a 11 železných mostů. Celková délka údolí a propastí přes které vlaky projíždí po viaduktech a mostech je 1,6 km. Nejdelším viaduktem je s délkou 228 metrů Schwarza-Viadukt, nejvyšší je Kalte-Rinne Viadukt vysoký 46 metrů. Celková délka tunelů je 4,5 km, nejdelší z nich jsou vrcholový starý Semmeringtunnel s délkou 1 431 metrů a nový Semmeringtunnel 1 512 m, nejkratší je pouze čtrnáctimetrový Krauseltunnel (13,55 m). Nejvyšší stoupání trati je 28 promile, přičemž 60 procent délky trati má stoupání či klesání od 20 do 25 ‰. Trať probíhá celkem 22,4 kilometrů přímými úseky, 20,4 kilometru v obloucích, kde téměř 16 procent trati má nejmenší poloměr 190 m. Nejvyšší bod trati se nachází v nadmořské výšce 897 metrů. Staniční a provozní budovy byly často stavěny přímo z materiálu vytěženého při ražbě tunelů. V roce 1959 byla celá trať kompletně elektrifikována.

## Semmerinský úpatní tunel
Od roku 2012 se pod masivem a pod tratí buduje 27 km dlouhý Semmerinský úpatní tunel. Bude spojovat Gloggnitz v Dolním Rakousku a Mürzzuschlag ve Štýrsku, po otevření v roce 2027 by měl převzít rychlou osobní a veškerou nákladní dopravu.

### Průběh trati
↓Südbahn z Vídně

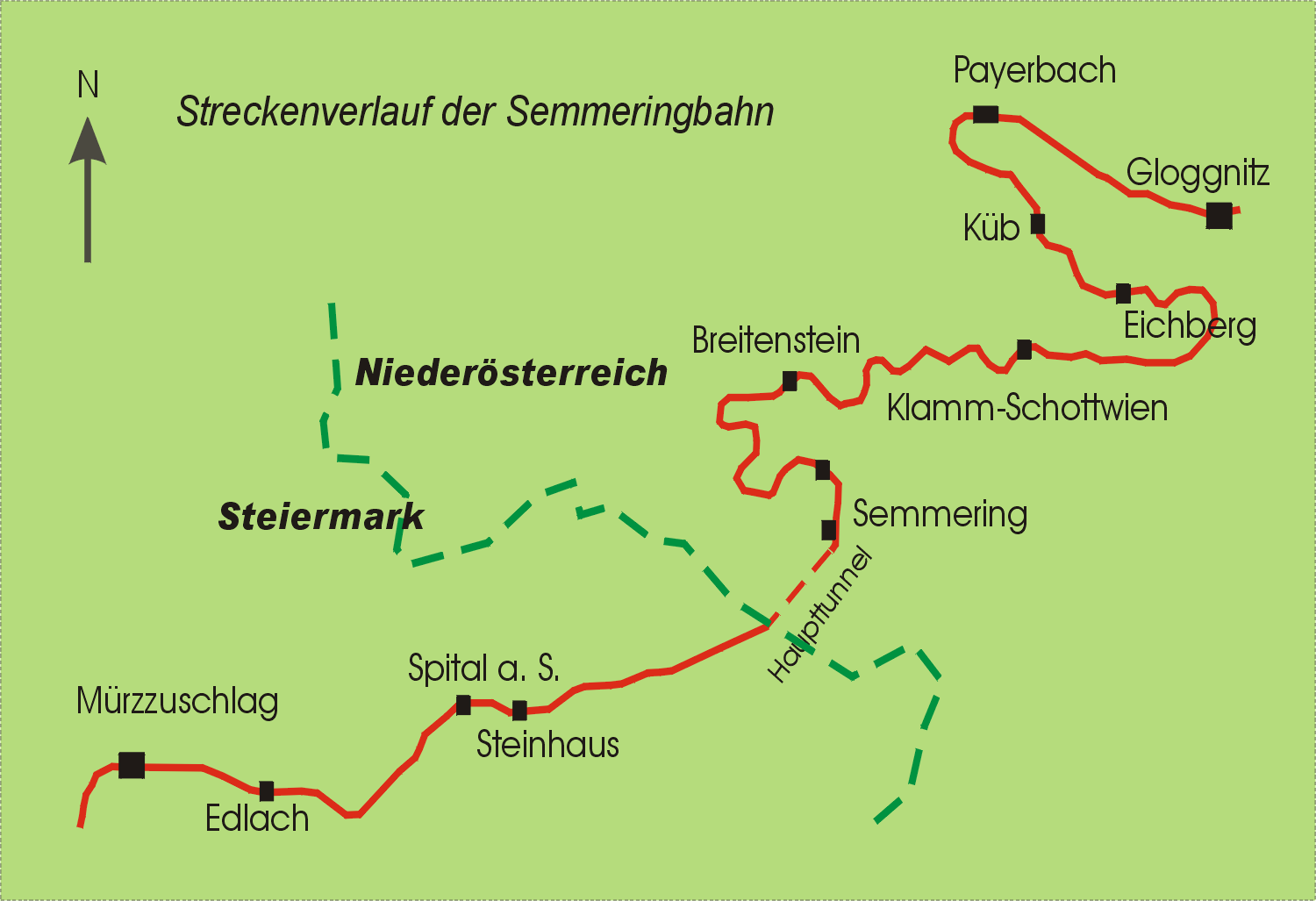
Průběh trati

- 74,902 nádraží Gloggnitz nadmořská výška 439 m
- 77,694 nádraží Schlöglmühl 458 m
- 81,961 nádraží Payerbach-Reichenau 493 m
  - Schwarzatal-Viadukt (délka: 228 m; výška: 25 m)
  - Payerbachgraben-Viadukt (d: 61 m; v: 15 m)
- 84,798 nádraží Küb 543 m
  - Kübgraben-Viadukt (d: 42 m; v: 17 m)
  - Pettenbachtunnel (185,25 m)
  - Höllgraben-Viadukt (d: 82 m; v: 28 m)
  - Steinbauer-Tunnel (87,66 m)
  - Abfaltersbachgraben-Viadukt (d: 93 m; v: 30 m)
- 88,222 nádraží Eichberg 609 m
  - Eichberg-Tunnel (88,80 m)
  - Geyregger-Tunnel (80,95 m)
  - Rumpler-Tunnel (52, 36 m)
- 92,284 nádraží Klamm-Schottwien 699 m
  - Klamm-Tunnel (190,83 m)
  - Wagnergraben-Viadukt (d: 142 m; v: 39 m)
  - Gamperlgraben-Viadukt (d: 111 m; v: 37 m)
  - Gamperl-Tunnel (78,2 m)
  - Rumplergraben-Viadukt (d: 41 m; v: 19 m)
  - Weinzettlwand-Tunnel (688 m)
  - Weinzettlfeld-Tunnel (238,96 m)
- 97,574 nádraží Breitenstein 791 m
  - Kleiner Krausel-Tunnel (190,83 m)
  - Krausel-Klause-Viadukt (d: 87 m; v: 36 m)
  - Polleres-Tunnel (337 m)
  - Kalte Rinne-Viadukt (d: 184 m; v: 46 m)
  - Adlitzgraben-Viadukt (d: 151 m; v: 24 m)
  - Weberkogel-Tunnel (406,91 m)
  - Wolfsberg-Tunnel (439,53 m)
- 102,098 nádraží Wolfsbergkogel 883 m
  - Kartnerkogel-Viadukt (d: 44 m; v: 16 m)
  - Kartnerkogel-Tunnel (201,16 m)
- 103,412 nádraží Semmering 896 m
  - Alter Semmering-Tunnel (1434 m)
  - Neuer Semmering-Tunnel (1512 m)
  - Steinhaus-Viadukt (d: 71 m; v: 17 m)
- 107,685 nádraží Steinhaus 838 m
- 110,486 nádraží Spital am Semmering 789 m
  - Holzergraben-Viadukt (d: 82 m; v: 13 m)
  - Viadukt bei Jauern (d: 30 m; v: 11 m)
  - Fröschnitzbach-Viadukt (d: 25 m; v: 11 m)
- 116,727 nádraží Mürzzuschlag 789 m

↓Südbahn do Grazu

### Historické srovnání
- 1860 – jízdní doba 2 hodiny 4 minuty, celková hmotnost souprav 140 tun
- 1938 – jízdní doba 1 hodina
- 1990 – jízdní doba 42 minut, hmotnost souprav až 1 000 t

Semmeringbahn (Semmering Railway) byla 2. prosince 1998 zapsána na seznam světového dědictví UNESCO.

## Galerie

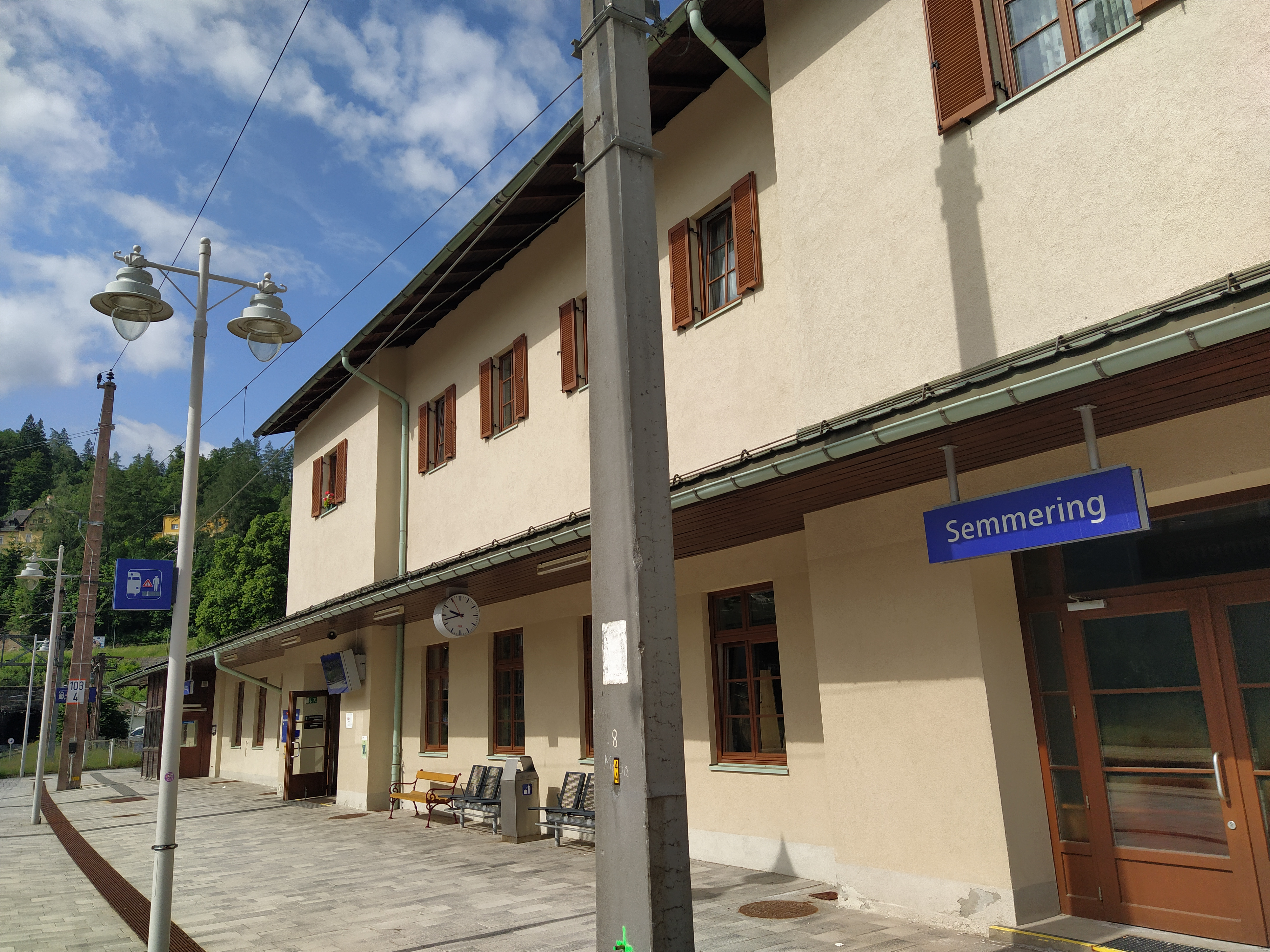
Nádraží Semmering
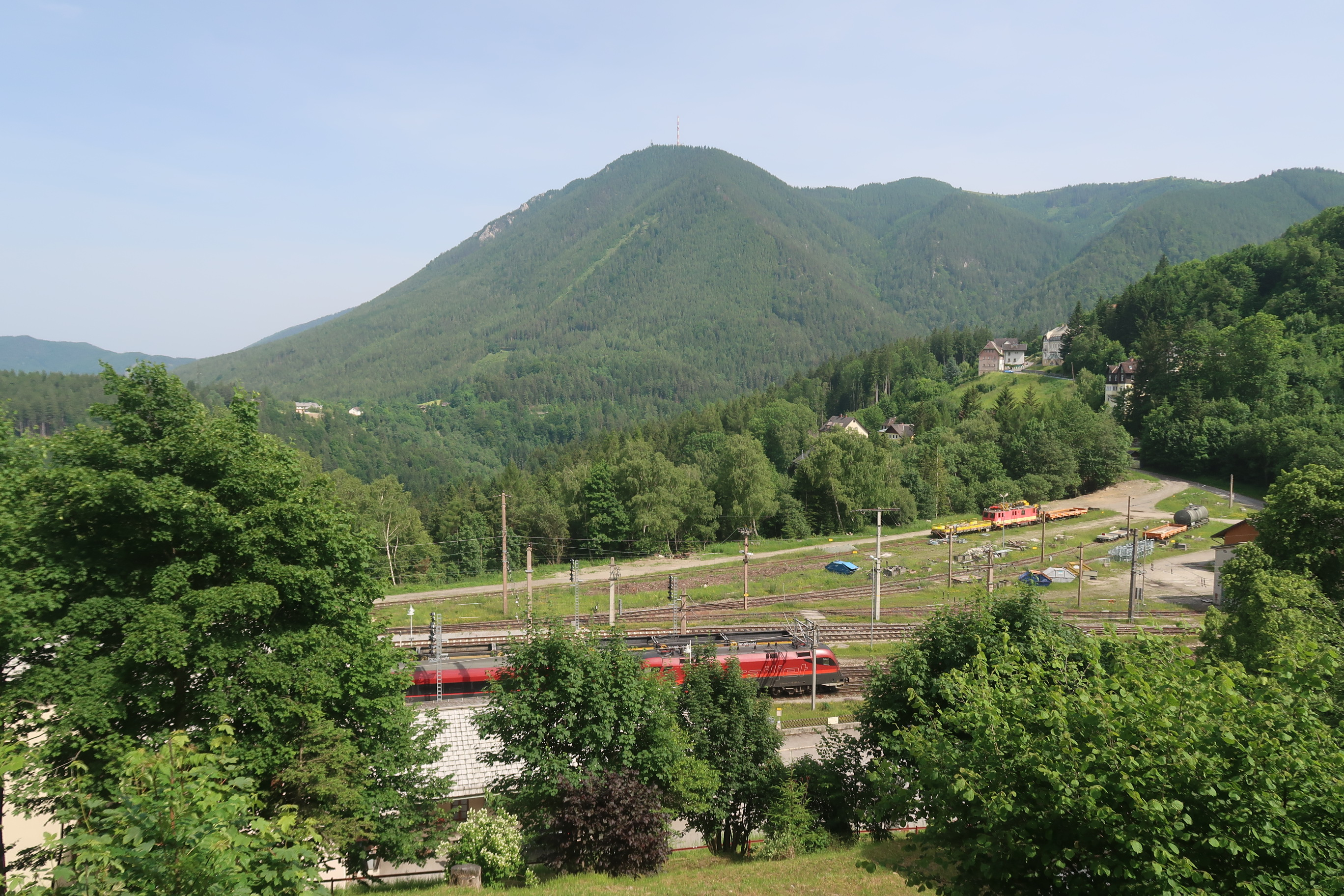
Nádraží Semmering s vrcholem Sonnwendstein
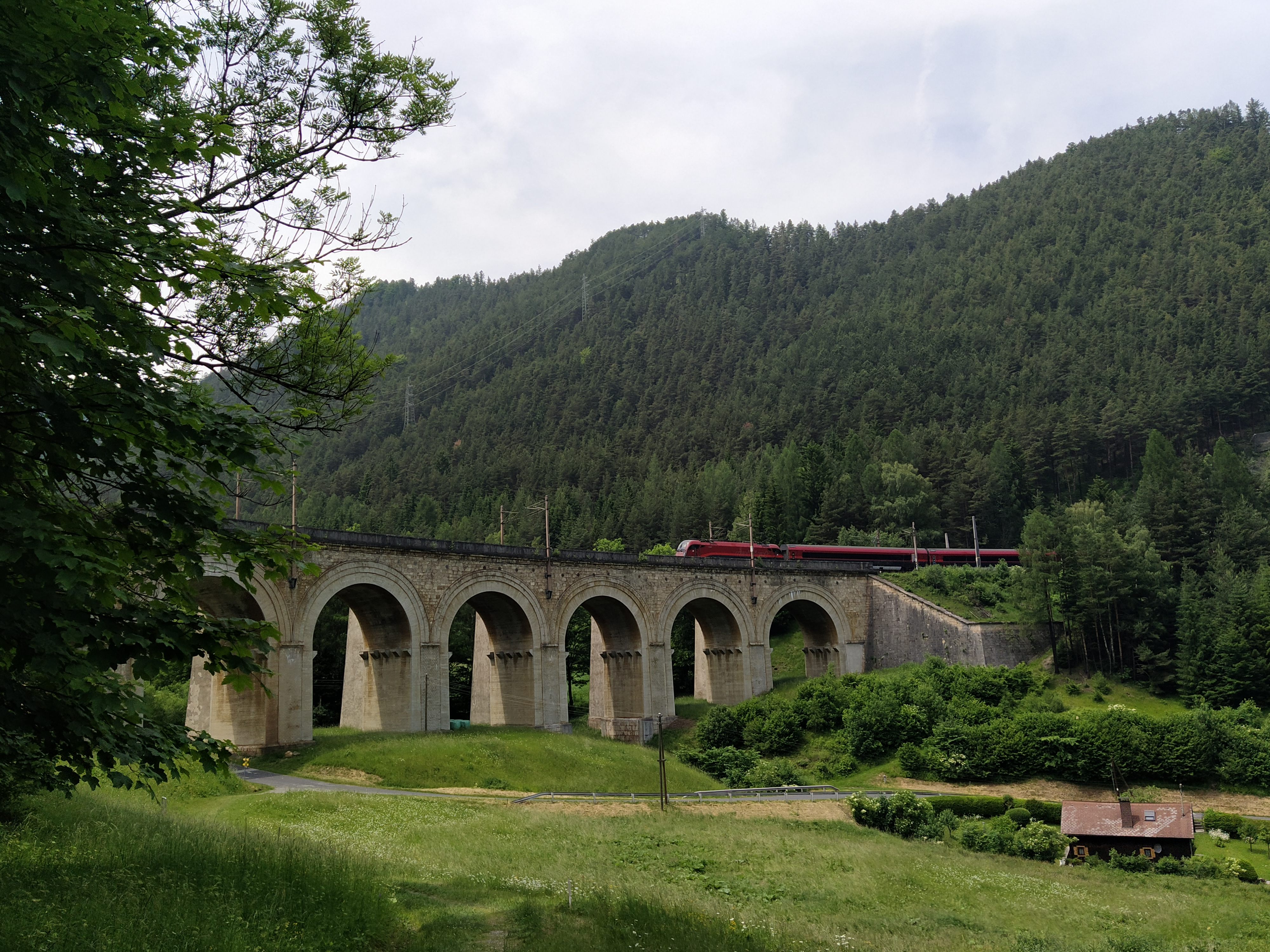
Adlitzgrabenviadukt
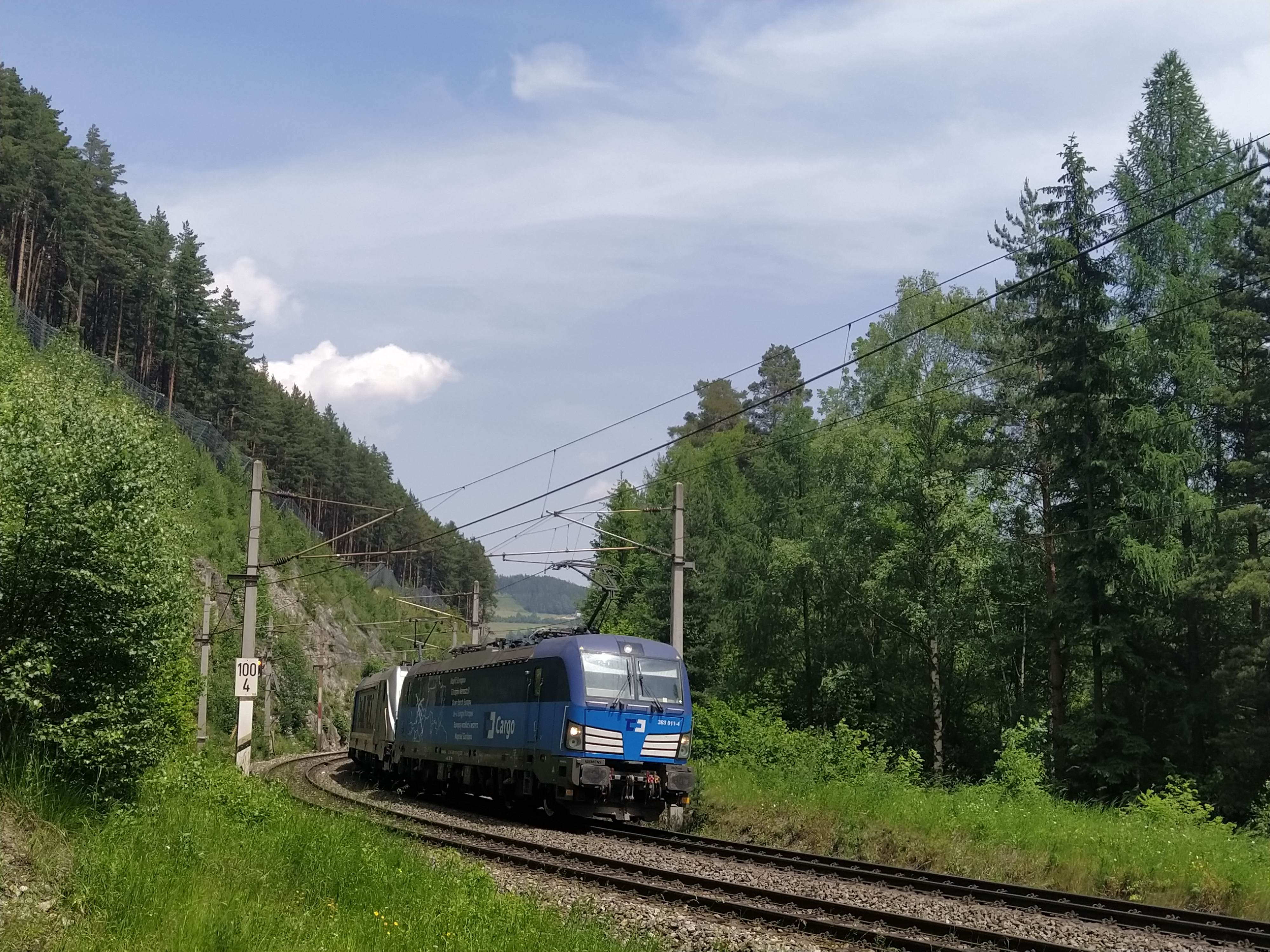
Nákladní vlak nad viaduktem Adlitzgrabenviadukt
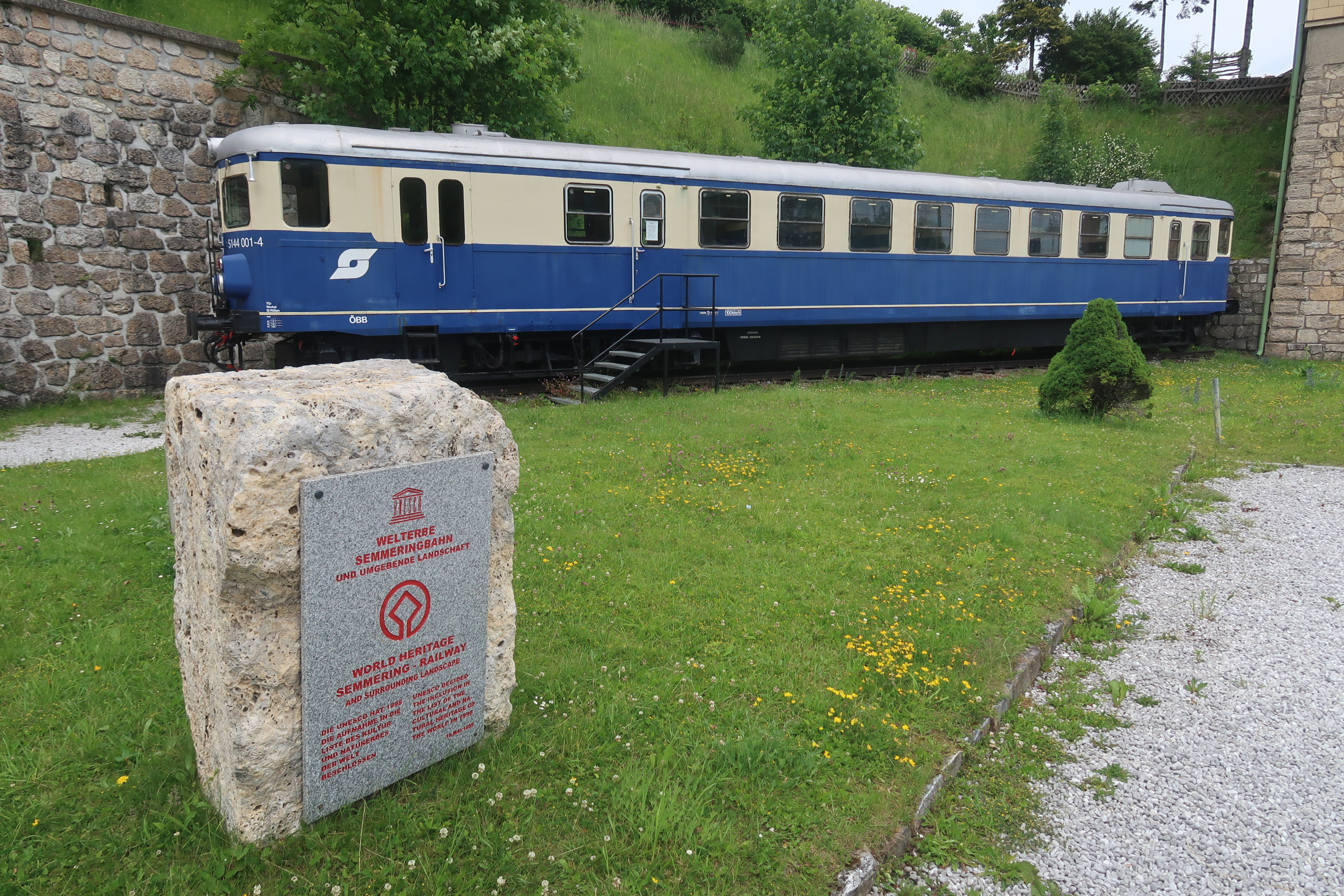
Historický vagón na nádraží v Semmeringu
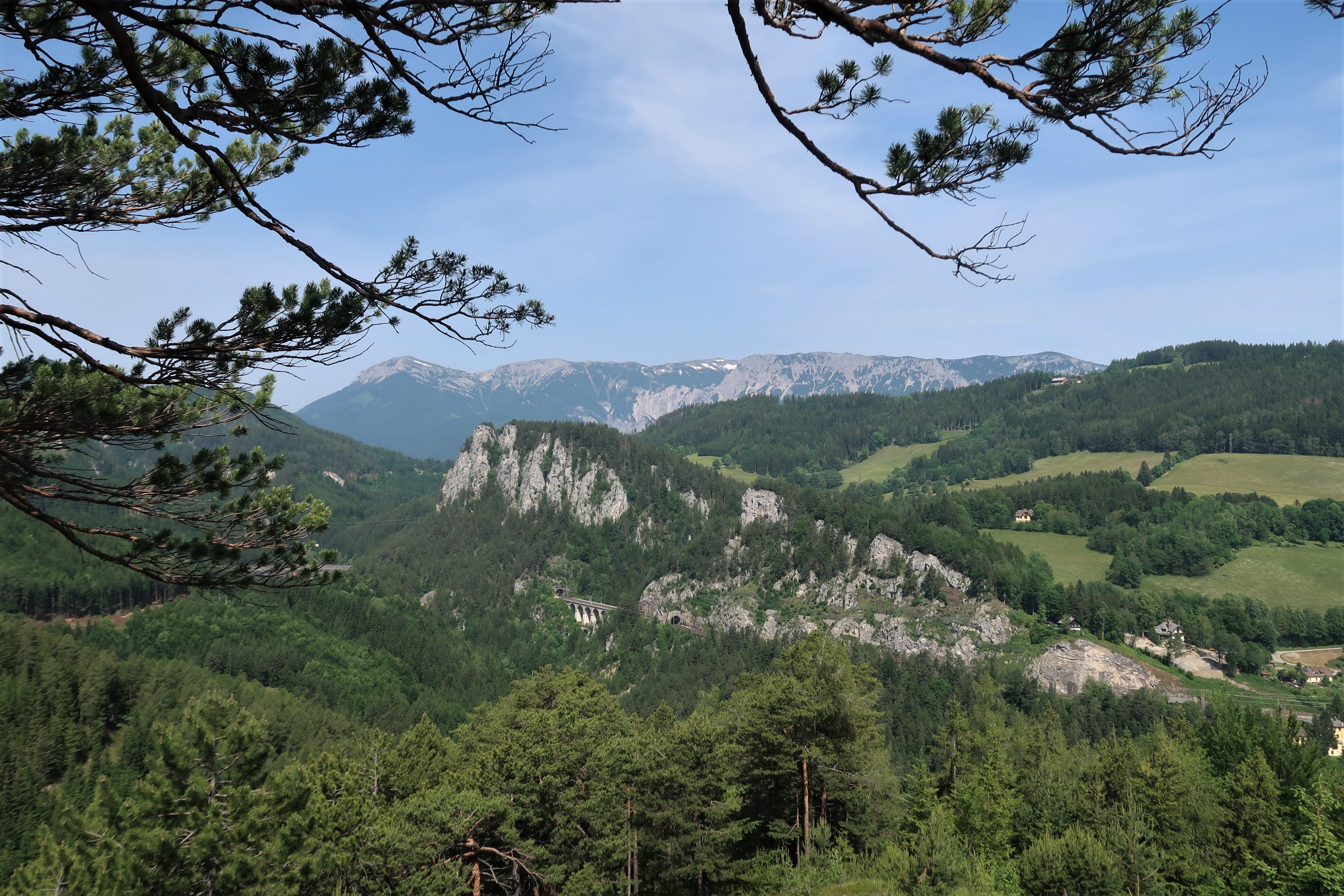
Panorama horské železnice z vyhlídky 20 Schilling-Blick
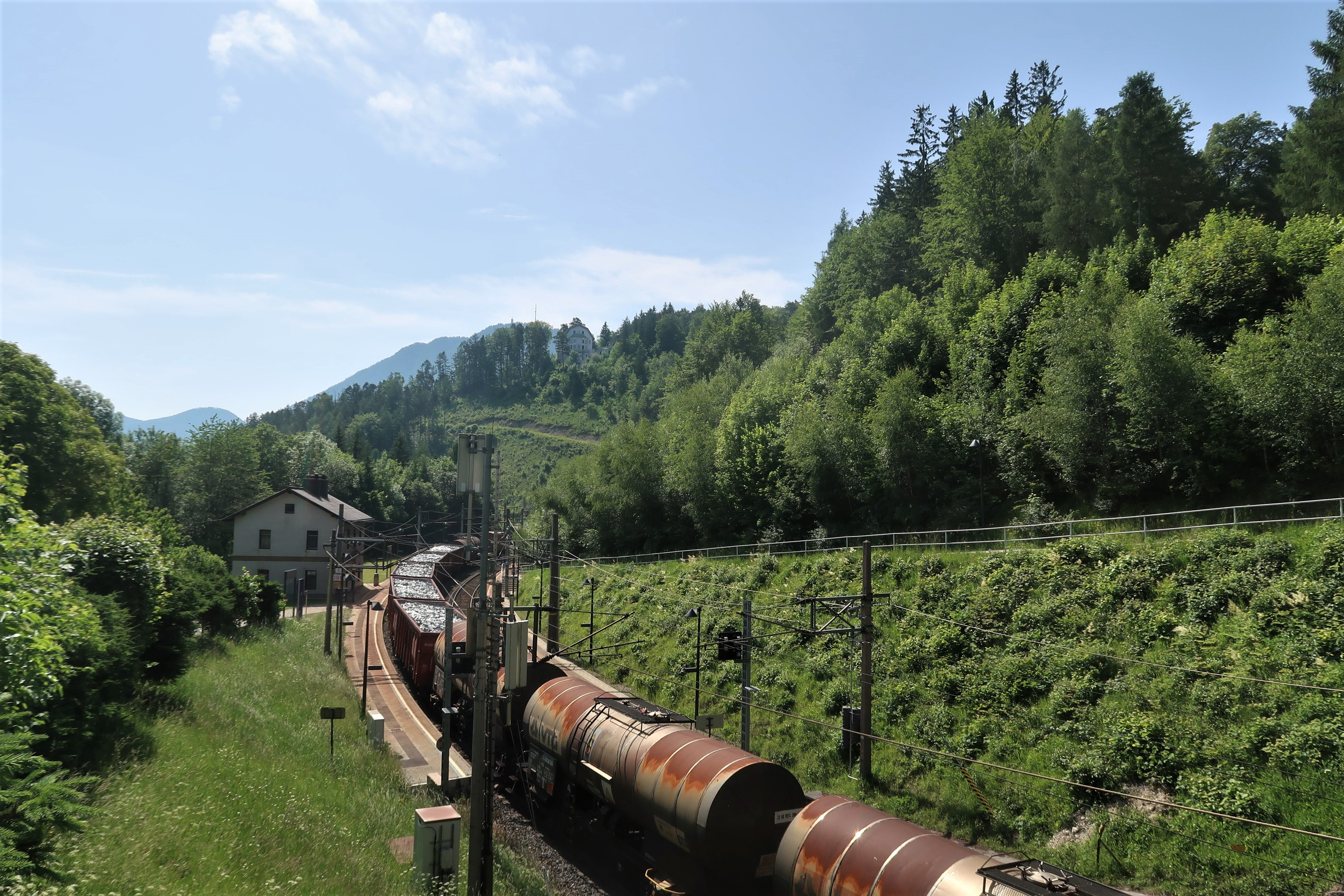
Nádraží Wolfsbergkogel
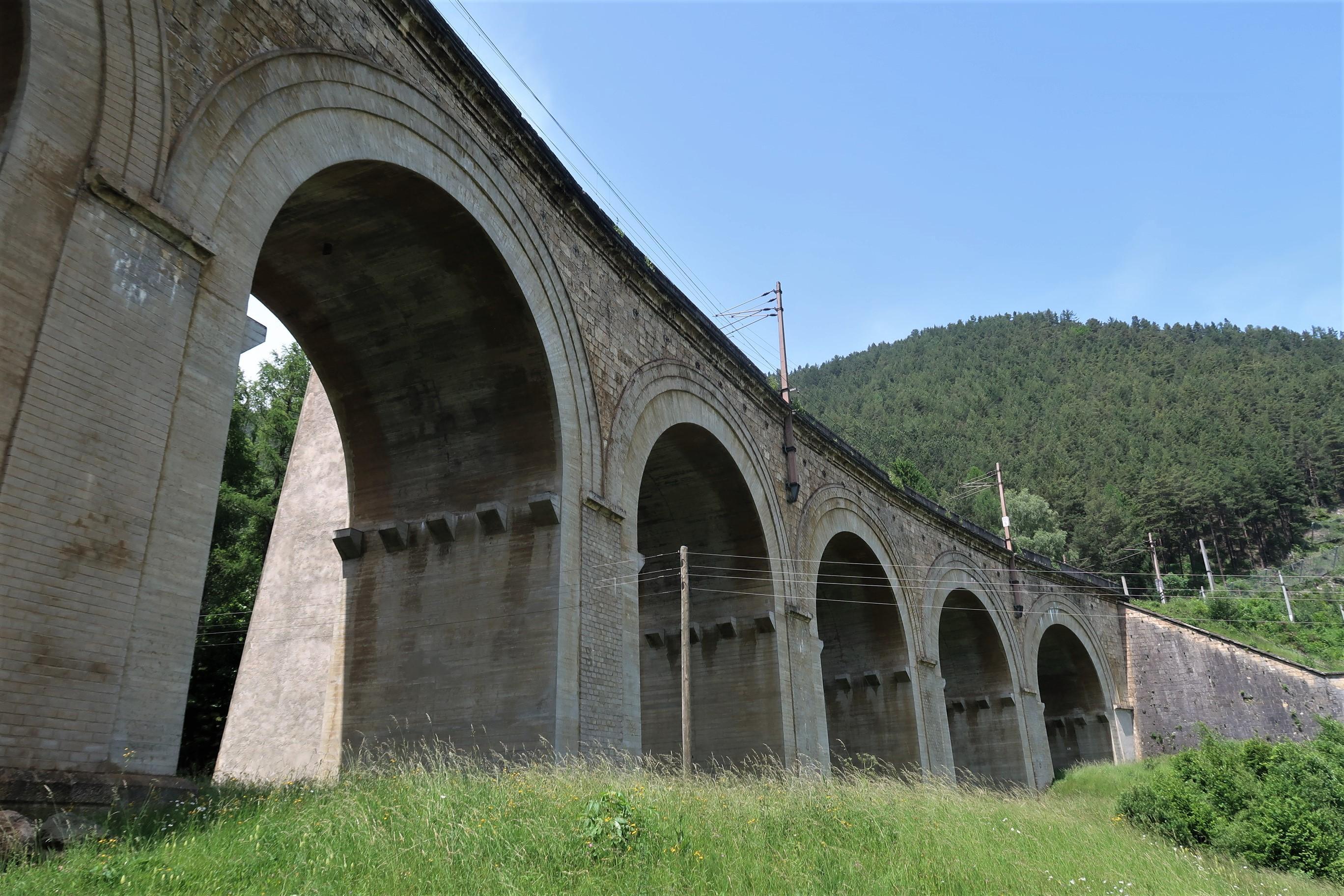
Adlitzgrabenviadukt
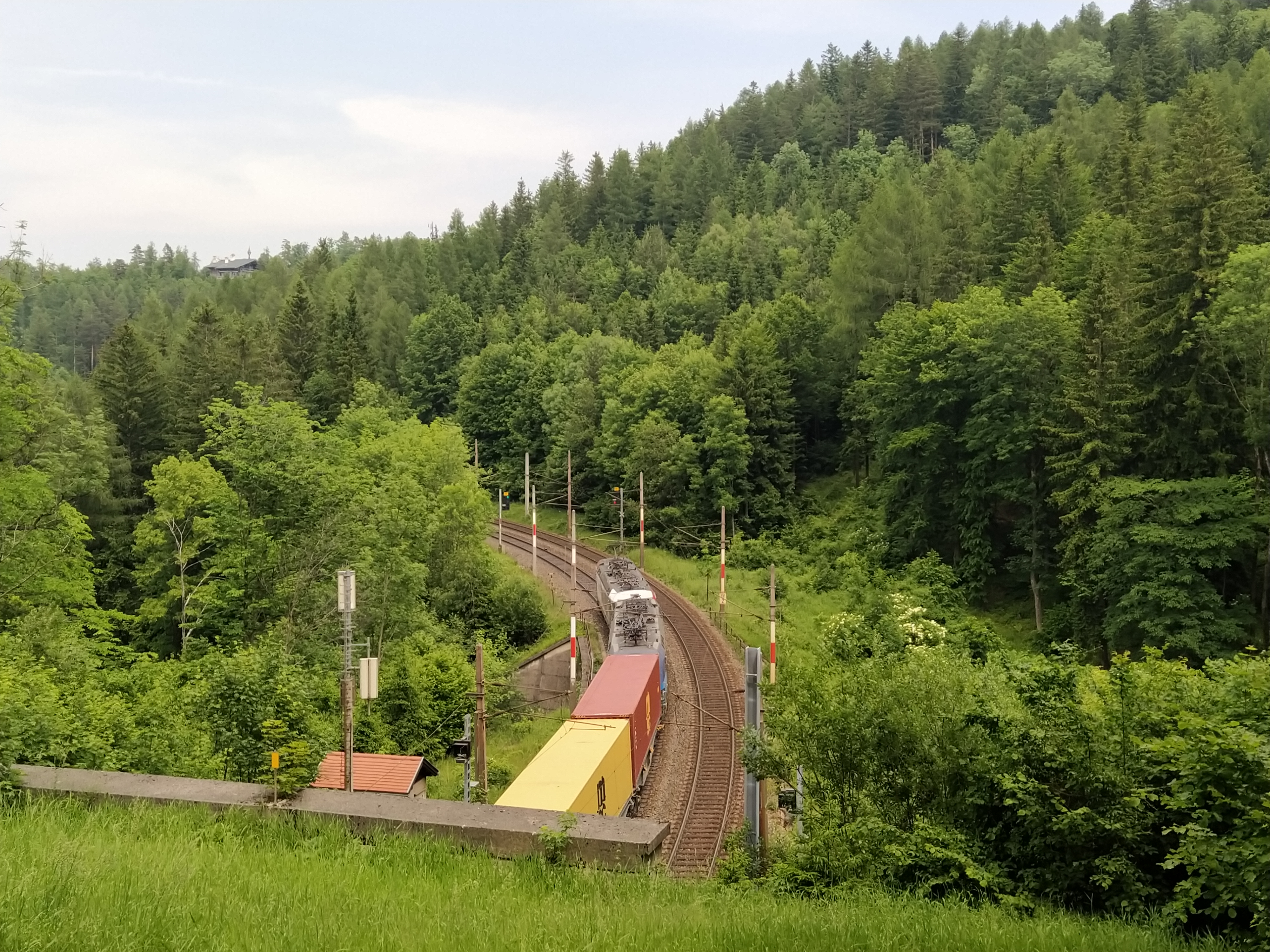
Ústí tunelu Weberkogeltunnel
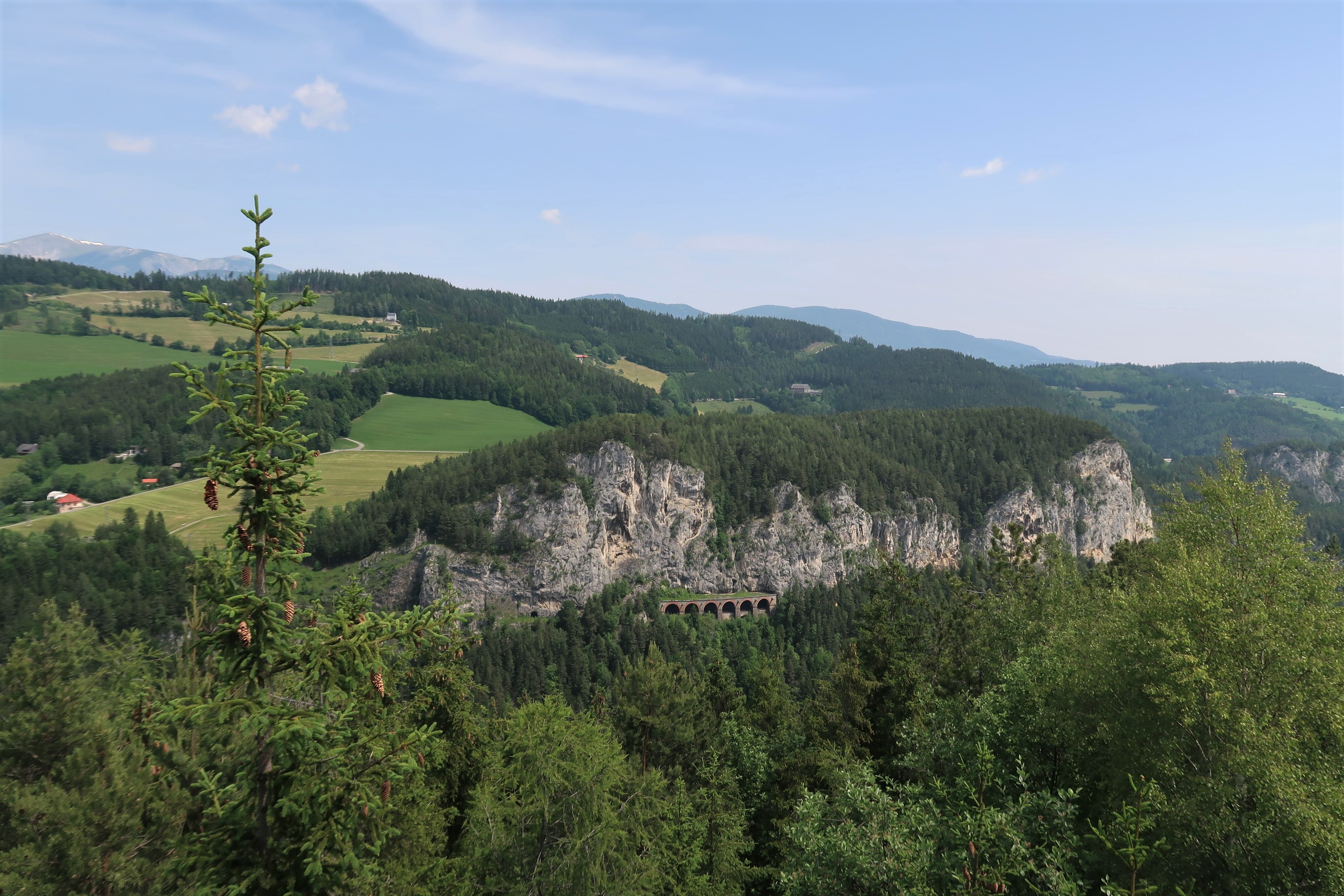
Weinzettelklauseviadukt